# Британская Гвинея
Британская Гвинея или Колония Боламы и Реки Болама — Колония Великобритании в Западной Африке (1792 — 1870 гг.). Столица Колонии — Болама.
Колония была основана в 1792 г., но в 1870 г. по итогам арбитража она была передана Португальской Гвинее. В основном Британская Гвинея состояла из островов, прилегающих к острову Болама архипелага Биджагош и узких полосок земли вдоль берегов реки Рио-Гранде Де Буба.
Территории колонии в настоящее время являются частью Гвинеи-Бисау.

## История
Гвинея постепенно исследовалась португальцами. Уже в 1588 г. был основан Кашеу, в 1615 г. — Бафата, в 1641 г. — Фарим и в 1697 г. — Бисау. В этот период все земли к северу от реки Жеба уже были колонизированы Португалией. Однако португальцы заинтересовались островом Болама лишь в 1753 году, да и то не приступили к колонизации.

### Начало Британской колонизации
Отсутствие интереса португальцев к острову Болама и архипелагу Бижагош открыло возможность для двух британских морских офицеров, лейтенантов Филиппа Бивера и Генри Далримпла, 10 мая 1792 года подать заявку на концессию в Лондоне, чтобы основать образцовую колонию на острове Болама (малолюдном и, по-видимому, пригодном для заселения европейцами). После того, как Дарлимпл сдался, Филипп Бивер 27 июля 1792 года выкупил права собственности на землю Боламы, приобретя их у короля Канхабаке. После приобретения он основал деревню с населением 275 человек в районе Понта-Уэсте, нынешней деревни Болама-де-Байшу, став первым колониальным правителем Британской Гвинеи. 29 ноября того же года он и 275 британцев покинули деревню. Болама начала служить причалом для британских кораблей, которые плавали между Гамбией и Сьерра-Леоне.

### Конфликт за владение Боламой
24 июня 1827 года британский колониальный губернатор Сьерра-Леоне Нил Кэмпбелл в составе экспедиции на остров Болама и реку Буба подписал с королями Бололы и Гуиналы договоры, ратифицирующие британское владение Боламой. Однако, в противовес британцам, менее чем через год, 12 июля 1828 года, король Дамиан из Королевства Канхабаке и послы короля Фабиана из Королевства Биафада подписали договор, разрешающий оккупацию Боламы португальцами. 9 мая 1830 года Хоаким Антониу де Маттос начал военную интервенцию на Боламе. На острове строятся фабрики по торговле рабами. Португальская колонизация и работорговля вызвали дипломатическую реакцию британцев.
Между 1838 и 1859 годами британцы атаковали португальские военные посты и корабли с рабами, начав конфликт военного и дипломатического характера. Некоторым из этих нападений удавалось ненадолго оккупировать остров, иногда освобождая рабов и заключая в тюрьму португальских солдат. Беспрецедентном конфликт в отношениях между Португалией и Великобританией, превзойденный в дипломатическом плане позже стал известен, как розовая карта.
В феврале 1859 года британцы совершили последнюю и самую разрушительную атаку на Боламу, в результате чего португальцы покинули остров. Так, 10 мая 1860 года британский колониальный губернатор Сьерра-Леоне провозглашает восстановление Британской Гвинеи, но уже под управлением Колонии и Протектората Сьерра-Леоне. 3 декабря 1860 года Стивен Хилл, губернатор Сьерра-Леоне, посещает остров и формирует постоянный военный контингент. 14 декабря 1861 года была создана Британская колония Болама.

### Арбитраж
В 1868 году британское правительство соглашается передать вопрос о Боламе на международный арбитраж. Однако только 21 апреля 1870 года такой спор был разрешен арбитражным решением президента Соединенных Штатов Улисса Гранта, которое принесло Португалии победу, определив, что британцы уходят из региона. Представителем Португалии в арбитражном суде был Антонио Хосе де Авила, который после победы получил титул герцога Авилы и Боламы.
1 октября 1870 г. прошла церемония передачи Боламы Португалии со спуском британского флага; затем на Боламе был поднят португальский флаг, что символизировало окончание конфликта.